# سید امیرحسین فقهی
سید امیرحسین فقهی (۲۰ شهریور ۱۳۵۷ – ۲۳ خرداد ۱۴۰۴) معاون سازمان انرژی اتمی ایران، استاد دانشگاه، پژوهشگر و مهندس هسته‌ای ایرانی بود. او در دانشگاه شهید بهشتی تدریس می‌کرد و در پژوهش‌های علمی مربوط به درمان سرطان و تولید برق با فناوری هسته‌ای نقشی بسیار فعال داشت. پژوهش‌های او طیف گسترده‌ای از فناوری‌های هسته‌ای صلح‌آمیز از جمله «مدل‌سازی نیروگاه‌های تولید برق هسته‌ای» و «استفاده از رادیو داروها برای درمان بیماری‌ها» را در بر می‌گرفت.
فقهی به‌عنوان یکی از اعضای کلیدی جامعه علمی هسته‌ای ایران شناخته می‌شد و در چندین پروژه ملی و بین‌المللی نقش محوری داشت. از جمله، وی تجربه همکاری با مراکز پیشرفته علمی مانند سرن (CERN) را نیز در کارنامه داشت. دکتر فقهی از دانشمندان برجستهٔ هسته‌ای ایران و از پژوهشگران فعال در حوزهٔ درمان سرطان با بهره‌گیری از فناوری هسته‌ای بود. او از جمله نخستین متخصصان ایرانی بود که در توسعهٔ نیروگاه‌های هسته‌ای برای تولید برق مشارکت داشت.
او در روز جمعه ۲۳ خرداد ۱۴۰۴، مصادف با ۱۳ ژوئن سال ۲۰۲۵، در پی حمله هوایی اسرائیل، کشته شد. حمله اسرائیل به ایران موجب کشته شدن ۵ دانشمند هسته‌ای و تعدادی دیگر از فرماندهان ارشد ارتش و سپاه پاسداران ایران شد. اسرائیل با این حمله در سحرگاه روز جمعه ۲۳ خرداد ۱۴۰۴، آغازگر جنگ ۱۲ روزه با ایران شد. مرگ فقهی بازتاب گسترده‌ای در رسانه‌ها و جامعه علمی ایران داشت و به‌عنوان بخشی از مجموعه اقدامات هدفمند اسرائیل، علیه متخصصان هسته‌ای کشور ایران ارزیابی شد.

## زندگی و فعالیت‌ها
امیرحسین فقهی در سال ۱۳۵۷ در شیراز متولد شد و در همان شهر دوره دبستان، راهنمایی و دبیرستان را سپری کرد. او در سال ۱۳۷۹ مدرک کارشناسی را در رشته فیزیک (گرایش هسته‌ای) از دانشگاه ارومیه و در سال ۱۳۸۲ مدرک کارشناسی ارشد خود را در رشته مهندسی هسته‌ای (گرایش انرژی) و در سال ۱۳۸۷ دکتری مهندسی هسته‌ای (گرایش انرژی) را از دانشگاه صنعتی امیرکبیر دریافت کرد.
فقهی در سال ۱۳۸۶ در فرصت مطالعاتی مرکز تحقیقات سرن در اروپا پذیرفته شد. از سال ۱۳۸۷ به عضویت هیئت علمی دانشکده مهندسی هسته‌ای دانشگاه شهید بهشتی درآمد و از سال ۱۳۹۵ به مرتبه استادی رسید. او در دانشگاه شهید بهشتی در سمت‌هایی همچون مدیر امور هیئت علمی، دبیر هیئت اجرائی جذب و دبیر هیئت ممیزه دانشگاه فعالیت کرد.
او از سال ۱۳۸۱ تا ۱۳۸۳ به عضویت تیم تجزیه و تحلیل حوادث در پروژه FMP سازمان انرژی اتمی ایران درآمد. او برای مدتی ریاست پژوهشگاه علوم و فنون هسته‌ای را بر عهده داشت. همچنین به عنوان عضو هیئت تحریریه فصل‌نامه فناوری و انرژی هسته‌ای دانشگاه شهید بهشتی، مدیر گروه کاربرد پرتوها در دانشگاه شهید بهشتی و نماینده تام‌الاختیار دانشگاه شهید بهشتی در کمیته دائمی تشعشعات فضایی سازمان فضای ایران فعالیت می‌کرد.

## تحصیلات
مراحل تحصیلی سید امیرحسین فقهی به شرح زیر است:
- دکترای مهندسی هسته‌ای با گرایش انرژی

از دانشگاه صنعتی امیرکبیر، تهران – سال ۱۳۸۷ (اکتبر ۲۰۰۸)
- کارشناسی‌ارشد مهندسی هسته‌ای با گرایش انرژی

از دانشگاه صنعتی امیرکبیر، تهران – سال ۱۳۸۲ (ژوئن ۲۰۰۳)
- کارشناسی فیزیک با گرایش هسته‌ای

از دانشگاه ارومیه، ارومیه – سال ۱۳۷۹ (سپتامبر ۲۰۰۰)

## سوابق حرفه‌ای
سید امیرحسین فقهی که با حکم محمد اسلامی، رئیس سازمان انرژی اتمی ایران، به‌عنوان مشاور و دستیار ویژه رئیس سازمان منصوب شده بود، دارای سوابق علمی و پژوهشی متعددی بود؛ از جمله استادتمام فیزیک هسته‌ای و عضو هیئت علمی دانشکده مهندسی هسته‌ای دانشگاه شهید بهشتی تهران. وی در زمان درگذشت، معاون سازمان انرژی اتمی ایران بود و آثار علمی متعددی در حوزه علوم و فناوری هسته‌ای منتشر کرده بود.

### سوابق آموزشی و پژوهشی
او هدایت و اجرای موفق پروژه‌های آموزشی و پژوهشی گوناگونی را در کارنامه خود داشت. از جمله این فعالیت‌ها می‌توان به موارد زیر اشاره کرد:
| شماره | عنوان فعالیت                                | تعداد خروجی (نفر) |
| ----- | ------------------------------------------- | ----------------- |
| ۱     | دانشجویان کارشناسی ارشد (فارغ‌التحصیل)       | ۱۲۲               |
| ۲     | دانشجویان دکتری (فارغ‌التحصیل)               | ۱۹                |
| ۳     | مقالات بین‌المللی                            | ۱۳۷               |
| ۴     | مقالات ملی                                  | ۸۲                |
| ۵     | کتب تألیف و ترجمه شده ملی و بین‌المللی       | ۷                 |
| ۶     | قراردادهای پژوهشی برون دانشگاهی خاتمه یافته | ۱۰                |

### سوابق علمی و اجرایی
سوابق علمی و اجرایی وی به شرح زیر است:
| شماره | جایگاه                                                                                                | سال‌های خدمت | در مؤسسه |
| ----- | --- | ----------- | --- |
| ۱     | دبیر کمیته منتخب هیئت ممیزه دانشکده مهندسی هسته‌ای                                                     | ۱۳۹۸–۱۴۰۴   | دانشگاه شهید بهشتی |
| ۲     | عضو هیئت تحریریه فصل‌نامه فناوری و انرژی هسته‌ای                                                        | ۱۳۹۷–۱۴۰۴   | دانشگاه شهید بهشتی |
| ۳     | عضو شورای سیاستگذاری سلامت، ایمنی و محیط زیست                                                         | ۱۳۹۷–۱۴۰۴   | دانشگاه شهید بهشتی |
| ۴     | مدیر گروه کاربرد پرتوها                                                                               | ۱۳۸۹–۱۳۹۴   | دانشگاه شهید بهشتی |
| ۵     | معاون پژوهشی و اجرایی دانشکده مهندسی هسته‌ای                                                           | ۱۳۹۰–۱۳۹۸   | دانشگاه شهید بهشتی |
| ۶     | نماینده منتخب ریاست دانشگاه در کارگروه بررسی توانایی‌های علمی اعضای هیئت علمی در دانشکده مهندسی هسته‌ای | ۱۳۸۹–۱۴۰۴   | دانشگاه شهید بهشتی |
| ۷     | عضو شورای هدایت استعدادهای درخشان                                                                     | ۱۳۹۰–۱۴۰۴   | دانشگاه شهید بهشتی |
| ۸     | دبیر علمی سومین کنفرانس ملی تشعشعات فضایی                                                             | ۱۳۹۲        | سازمان فضایی ایران |
| ۹     | نماینده تام‌الاختیار دانشگاه شهید بهشتی در کمیته دائمی تشعشعات فضایی                                   | ۱۳۹۰–۱۴۰۴   | سازمان فضایی ایران |
| ۱۰    | مجری پروژه‌های علمی و صنعتی                                                                            | ۱۳۸۶–۱۴۰۴   | دانشگاه شهید بهشتی |
| ۱۱    | استاد مشاور و استاد راهنما در پروژه‌های کارشناسی‌ارشد و دکتری                                           | ۱۳۸۴–۱۴۰۴   | - دانشگاه صنعتی امیرکبیر - دانشگاه شهید بهشتی - دانشگاه صنعتی شریف - دانشگاه قم - دانشگاه آزاد اسلامی (واحد علوم و تحقیقات تهران) |
| ۱۲    | برگزاری کارگاه‌های آموزشی محاسبات و اندازه‌گیری‌های هسته‌ای                                               | ۱۳۸۰–۱۴۰۴   | دانشگاه شهید بهشتی |
| ۱۳    | تدریس دروس مقطع تحصیلات تکمیلی مهندسی هسته‌ای                                                          | ۱۳۸۸–۱۳۹۳   | - دانشگاه صنعتی شریف - دانشگاه شهید بهشتی                                                                                         |
| ۱۴    | عضو تیم تجزیه و تحلیل حوادث در پروژه FMP                                                              | ۱۳۸۱–۱۳۸۳   | سازمان انرژی اتمی ایران |

### سوابق صنعتی
سید امیر حسین فقهی در حوزه صنعت نیز بسیار فعال بود و پروژه‌ها و همکاری‌های متعددی را با موفقیت به سرانجام رسانده بود، از جمله:
- همکاری مؤثر در راه‌اندازی و بهره‌برداری از اولین سایت پرتودهی بخش خصوصی کشور
- مشارکت و همکاری در پیاده‌سازی، استقرار و اخذ گواهی‌نامه بین‌المللی ISO9001:2015 و ISO13485:2016 بر مبنای ISO11137، در سامانه پرتودهی شهرکرد
- طراحی و ساخت فلومترهای دو فازی گاز - مایع
- طراحی و ساخت تست لوپ دو فازی با هدف ساخت و کالیبراسیون فلومترهای دو فازی گاز - مایع
- طراحی، ساخت و کالیبراسیون پروب ضخامت‌سنج لایه روکش، بر مبنای روش بتای پس‌پراکنده
- طراحی و ساخت دستگاه سنجش چگالی با استفاده از پرتوهای گاما برای پایش محصولات نفتی - ثبت اختراع
- طراحی و ساخت نمونه آزمایشگاهی دستگاه عیب‌یابی برج تقطیر از طریق اسکن با پرتوهای گاما - ثبت اختراع
- تولید دانش فنی پلیمرهای مقاوم در برابر شعله از طریق استفاده توامان مواد افزودنی و پرتودهی با هدف کاهش احتمال آتش‌سوزی
- تولید پلیمرهای مقاوم در برابر شعله - ثبت اختراع
- طراحی و ساخت نمونه آزمایشگاهی دستگاه آنالیز سیمان
- تولید دانش فنی فولادهای با قابلیت خود ترمیمی در برابر آسیب پرتویی - فولادهای مورد استفاده در صنایع هسته‌ای
- طراحی و ساخت ابزارهای تشخیصی مورد استفاده در شتابدهنده‌های ذرات
- طراحی سیستم نوترون رادیوگرافی صنعتی برای راکتور اراک
- طراحی و برنامه‌نویسی نرم‌افزار محاسبات مصرف سوخت راکتورهای قدرت
- طراحی و ساخت نمونه آزمایشگاهی باتری رادیوایزوتوپی با تیرک خود نوسانی

## افتخارات و دستاوردهای علمی
سید امیر حسین فقهی به دلیل عملکرد باکیفیتش در تدریس و پژوهش، بارها مورد تقدیر قرار گرفته بود و جوایزی همچون «استاد نمونه کشوری» در سال ۱۳۸۹ و عنوان «پژوهشگر برتر دانشگاه شهید بهشتی» در سال‌های ۱۳۸۹ و ۱۳۹۴ را دریافت کرده است. از جمله افتخارات برجسته علمی وی می‌توان به موارد زیر اشاره کرد:
- ۱۳۹۸
  - جایزه استاد برجسته کشوری (ایران، ۱۳۹۸)
- ۱۳۹۴
  - جایزه پژوهشگر برتر، دانشگاه شهید بهشتی (۱۳۹۴)
- ۱۳۹۲
  - رتبه اول پژوهش توسعه‌ای، پانزدهمین جشنواره جوان خوارزمی (۱۳۹۲)
- ۱۳۹۰
  - جایزه استاد نمونه تدریس، دانشگاه شهید بهشتی (۱۳۹۰)
- ۱۳۸۹
  - جایزه پژوهشگر برتر دانشگاه شهید بهشتی (۱۳۸۹)
  - عنوان پژوهشگر برگزیده دانشگاه شهید بهشتی (۱۳۸۹)
- ۱۳۸۸
  - رتبه دوم پژوهش‌های کاربردی در بیست و سومین جشنواره بین‌المللی خوارزمی (۱۳۸۸)
- ۱۳۸۶
  - بورس پژوهشی در «سازمان پژوهش‌های هسته‌ای اروپا»، مرکز تحقیقاتی سرن (CERN)، سال ۲۰۰۷ میلادی (۱۳۸۶)
- تألیفات و ترجمه‌ها
  وی مؤلف یا مترجم کتب تخصصی در زمینه‌های ذیل بوده است:
  - کاربردهای صنعتی رادیوایزوتوپ‌ها
  - علم مواد پیشرفته
  - فناوری‌های تولید فولاد

  این آثار توسط ناشران مطرح داخلی و بین‌المللی منتشر شده‌اند.

## کنفرانس‌های خبری و مطبوعاتی
در جایگاه معاون سازمان انرژی اتمی ایران، سید امیرحسین فقهی بارها به شرکت در کنفرانس‌های مطبوعاتی دعوت شده بود. در تمامی این حضورها، وی همواره بر تعهد ایران به فعالیت‌های صلح‌آمیز هسته‌ای تأکید می‌کرد. برخی از صحبت‌های وی دربارهٔ رویکرد سازمان انرژی اتمی ایران در رابطه با انرژی هسته‌ای به شرح زیر است:
تأکید بر ماهیت صلح‌آمیز برنامه هسته‌ای ایران:
«انرژی هسته‌ای در ایران به‌صورت فعال برای درمان سرطان و تولید رادیوداروها استفاده می‌شود، چرا که ما کاملاً متعهد به فعالیت‌های صلح‌آمیز هسته‌ای هستیم.»— کنفرانس خبری در شبکه یک سیما، تهران، ۲۹ اسفند ۱۴۰۱
«آژانس بین‌المللی انرژی اتمی (IAEA) به تمامی فعالیت‌های هسته‌ای ایران دسترسی داشته و نظارتی کامل بر برنامه هسته‌ایِ ایران دارد.»— کنفرانس خبری در شبکه یک سیما، تهران، ۲۹ اسفند ۱۴۰۱
«پژوهشگاه علوم و فنون هسته‌ای ایران همکاری مستحکمی با آژانس بین‌المللی انرژی اتمی دارد که نشان‌دهنده تلاش‌های مشترک ما در پروژه‌های مختلف است.»— کنفرانس خبری در شبکه یک سیما، تهران، ۲۹ اسفند ۱۴۰۱
«کلیه فعالیت‌های سازمان انرژی اتمی ایران و پژوهشگاه علوم و فنون هسته‌ای ایران با شفافیت کامل تحت نظارت آژانس بین‌المللی انرژی اتمی قرار دارد.»— کنفرانس خبری در شبکه یک سیما، تهران، ۲۹ اسفند ۱۴۰۱
«ما از بالاترین سطح همکاری با آژانس بین‌المللی انرژی اتمی برخوردار هستیم.»— کنفرانس خبری در شبکه یک سیما، تهران، ۲۹ اسفند ۱۴۰۱
«تمامی فعالیت‌های پژوهشگاه علوم و فنون هسته‌ای ایران مورد تأیید آژانس بین‌المللی انرژی اتمی است که ماهیت صلح‌آمیز آن را تصدیق کرده است. سازمان انرژی اتمی ایران هیچ برنامه‌ای خارج از این چارچوب ندارد.»— کنفرانس خبری در شبکه یک سیما، تهران، ۲۹ اسفند ۱۴۰۱
«برنامه هسته‌ای ایران صرفاً صلح‌آمیز است و محققان ما با تلاش و پیگیری در حال تبدیل علم به راهکارهای عملی هستند.»— کنفرانس خبری در شبکه یک سیما، تهران، ۲۹ اسفند ۱۴۰۱
کاربردهای انرژی هسته‌ای در پزشکی و صنعت:
«فعالیت‌های اصلی در زمینه راکتورهای هسته‌ای و همجوشی، در آینده شامل کاربردهای پرتودهی در صنعت، کشاورزی و پزشکی است. پژوهشگاه علوم و فنون هسته‌ای ایران تمرکز اصلی خود را بر این حوزه‌ها گذاشته و برخی تلاش‌ها نیز به مسائل به روز جهانی معطوف شده است. این اقدامات از جایگاه بالایی برخوردارند و جوانان نخبه ما با اشتیاق فراوان آن‌ها را پیش می‌برند.»— کنفرانس خبری در شبکه یک سیما، تهران، ۲۹ اسفند ۱۴۰۱
«فناوری هسته‌ای می‌تواند بسیاری از چالش‌های مردم را حل کند و قطعاً کشور را به سمت پیشرفت و توسعه سوق خواهد داد.»— کنفرانس خبری در شبکه یک سیما، تهران، ۲۹ اسفند ۱۴۰۱
درمان سرطان با رادیوداروهای هوشمند:
«رادیوداروهای هوشمند فقط سلول‌های سرطانی را هدف می‌گیرند. برخلاف روش‌های سنتی که از گلوکز به‌عنوان حامل استفاده می‌کردند و ممکن بود بر مغز تأثیر بگذارند، این روش جدید تنها سلول‌های سرطانی را در هر نقطه از بدن مورد هدف قرار می‌دهد.»— کنفرانس خبری در شبکه یک سیما، تهران، ۲۹ اسفند ۱۴۰۱
«رادیوداروی تشخیصی گالیوم-۶۸ در حال تولید است و با همین فناوری می‌توان ایزوتوپ درمانی را برای مقابله با سرطان به کار برد.»— کنفرانس خبری در شبکه یک سیما، تهران، ۲۹ اسفند ۱۴۰۱
«ما نه‌تنها برای تأمین نیاز داخلی، بلکه برای صادرات رادیوداروها به کشورهای همسایه و سایر مناطق جهان تلاش می‌کنیم.»— کنفرانس خبری در شبکه یک سیما، تهران، ۲۹ اسفند ۱۴۰۱
پیشرفت‌های هسته‌ای و روابط بین‌المللی
راکتور آموزشی ۱۰۰ مگاواتی:
«رونمایی از شبیه‌ساز راکتور آب سبک تحت فشار با ظرفیت حرارتی ۱۰۰ مگاوات و تولید برق ۳۰ مگاوات، گامی مهم در آموزش نیروی متخصص است.»— کنفرانس مطبوعاتی، تهران، ۱۴ تیر ۱۴۰۲
توسعه نیروگاه‌های هسته‌ای تولید برق:
«احداث نیروگاه هسته‌ای برای تولید برق و تربیت نیروی متخصص از اهداف اصلی سازمان انرژی اتمی ایران است.»— کنفرانس مطبوعاتی، تهران، ۱۴ تیر ۱۴۰۲
رد ادعاهای غربی‌ها:
«ادعای ساخت سلاح هسته‌ای توسط ایران دروغی بزرگ است. تمام اقدامات ما مطابق با پروتکل‌های بین‌المللی است.»— کنفرانس مطبوعاتی، تهران، ۲۳ آذر ۱۴۰۱
همکاری با آژانس بین‌المللی انرژی اتمی:
«توسعه روابط بین‌المللی و همکاری گسترده با آژانس بین‌المللی انرژی اتمی در حوزه پژوهش مورد تأکید دولت ایران است.»— کنفرانس مطبوعاتی، تهران، ۲۳ آذر ۱۴۰۱
فناوری SIT در کشاورزی:
«ما فناوری SIT را در بخش کشاورزی توسعه داده‌ایم که در کاهش آفات باغ‌های کشاورزی بسیار مؤثر بوده است.»— کنفرانس مطبوعاتی، تهران، ۲۳ آذر ۱۴۰۱
آینده هسته‌ای ایران:
«ما برنامه‌ای ارزشمند با وزارت آموزش و پرورش داریم و حتی معلمان برتر را به آژانس بین‌المللی انرژی اتمی متصل کرده‌ایم تا دانش‌آموزان از سطح ابتدایی با فناوری هسته‌ای آشنا شوند.»— کنفرانس مطبوعاتی، تهران، ۲۳ آذر ۱۴۰۱
«بهترین راه برای رفع نگرانی‌ها از فناوری هسته‌ای، بازدید دانش‌آموزان از آزمایشگاه‌ها و تأسیسات صنعتی است. این روشی است که در سراسر جهان اجرا می‌شود.»— کنفرانس مطبوعاتی، تهران، ۲۶ آذر ۱۴۰۱

## ترور
سید امیرحسین فقهی یکی از افرادی بود که در جریان حملات ۱۴۰۴ اسرائیل به ایران مورد هدف قرار گرفت و کشته شد.